# Fire (Arthur Brown)
"Fire" is een nummer van The Crazy World of Arthur Brown uit 1968.
Het nummer is geschreven door Arthur Brown, Vincent Crane, Mike Finesilver en Peter Ker en uitgevoerd door Browns toenmalige band als single van het gelijknamige debuutalbum. Het nummer is een typisch jaren-60 psychedelisch rock-nummer, waarbij het spel van Crane op het hammondorgel de boventoon voert. De openingswoorden, "I am the God of Hellfire and I bring you fire", van het nummer zijn een eigen leven gaan leiden en werd ook veel gebruikt in het nummer Fire van The Prodigy.
De single werd een wereldwijde hit, en bereikte de eerste positie in het VK en Canada en nummer twee in de Verenigde Staten. In Nederland werd #6 behaald.
Het nummer werd mede geproduceerd door Pete Townshend van The Who en deze band heeft een versie van het nummer opgenomen op hun album The Iron Man: The Musical.

## NPO Radio 2 Top 2000
| Nummer met noteringen in de NPO Radio 2 Top 2000 | '99  | '00  | '01  | '02-'09 | '10  |
| ------------------------------------------------ | ---- | ---- | ---- | ------- | ---- |
| Fire                                             | 1766 | 1664 | 1911 | -       | 1985 |

1. ↑  Een '-' betekent dat het nummer niet was genoteerd en een vetgedrukt getal geeft de hoogste notering aan.
2. ↑  Deze tabel is bijgewerkt tot en met de laatste editie (2024).